# BE WITH YOU
«BE WITH YOU» es el décimo quinto sencillo de la banda japonesa GLAY. Salió a la venta el 25 de noviembre de 1998.

## Canciones
1. BE WITH YOU
2. Doku Rock
3. Strawberry Shake ~It's dying It's not dying
4. BE WITH YOU instrumental